# Monsieur Malaussène au théâtre

Monsieur Malaussène au théâtre est l'adaptation en pièce de théâtre par Daniel Pennac en 1996 de l'un de ses romans policiers, Monsieur Malaussène, le quatrième de sa Saga Malaussène, qu'il a publié en 1995.
Dans le roman, les dialogues occupent une grande place et peuvent prendre la forme et le ton des répliques de théâtre, ce qui en a facilité l'adaptation.
La pièce est créée à Paris au Théâtre de l'Est parisien en octobre 1996, dans une mise en scène de Daniel Pennac et Jean Guerrin, reprise au Théâtre des Mathurins le 14 novembre 1996, puis présentée au Festival d'Avignon en juillet 1997.